# Teluk (Kuala Kampar)
Teluk is een bestuurslaag in het regentschap Pelalawan van de provincie Riau, Indonesië. Teluk telt 1911 inwoners (volkstelling 2010).